# 蓝花裂叶报春
蓝花裂叶报春（学名：Primula chionata var. violacea）为报春花科报春花属下的一个变种。

## 扩展阅读
- 維基物種上的相關：蓝花裂叶报春